# ASA Tel Aviv
L'ASA Tel Aviv è una società polisportiva israeliana con sede a Tel Aviv che rappresenta il gruppo sportivo dell'Università di Tel Aviv. Tra gli sport praticati a più alto livello ci sono le arti marziali, la pallamano, il calcio a 5 e il calcio femminile.

## Pallamano
La squadra maschile ha partecipato a tre edizioni della Coppa delle Coppe nel 1997-98, nel 2005-06 e nel 2008-09. Il miglior risultato è stato nel 1997-98 quando ha raggiunto gli ottavi di finale.

## Calcio a 5
La sezione calcettistica ha vinto il suo primo campionato al termine della stagione 2008-09; l'anno seguente ha debuttato nelle competizioni internazionali giocando il turno preliminare della Coppa UEFA 2009-10.
Rosa 2009-2010
| N. |                    | Ruolo | Calciatore      |
| -- | ------------------ | ----- | --------------- |
| 1  | Israele (bandiera) | G     | Nimrod Bouchman |
| 4  | Israele (bandiera) | G     | Idan Shkolnic   |
| 5  | Israele (bandiera) | G     | Itay Sharony    |
| 6  | Israele (bandiera) | G     | Avner Kleiner   |
| 7  | Israele (bandiera) | G     | Lee Goldenberg  |
| 8  | Israele (bandiera) | G     | Raz Zur         |
| 10 | Israele (bandiera) | G     | Lior Cohen      |

| N. |                    | Ruolo | Calciatore       |
| -- | ------------------ | ----- | ---------------- |
| 11 | Israele (bandiera) | G     | Yehuda Zisman    |
| 12 | Israele (bandiera) | G     | Dima Degtar      |
| 15 | Israele (bandiera) | G     | Shay Shternzeer  |
| 19 | Israele (bandiera) | G     | Shahaf Bar-Zakay |
| 20 | Israele (bandiera) | G     | Shlomo Golenzer  |
| 22 | Israele (bandiera) | G     | Amir Barkai      |
| 23 | Israele (bandiera) | G     | Roy Ovadia       |